# 民主倒梁力量
民主倒梁力量，簡稱民力，是一個反對梁振英的組織聯盟，成立於2012年12月9日，目的在以各種手段逼梁振英引咎下台，最終目標為爭取儘快落實全民普選。組織的特色，在於不但有進步民主派議員參加，更邀請了網絡年輕新世代的Facebook組織加盟。民主倒梁力量不是香港合法註冊團體，不是民陣組織成員。

## 理念與目標
民主倒梁力量繼承2003年「民主倒董力量」的精神，針對梁振英這個壞人，就是要這壞人下台。而針對這壞人同時就是針對選出這壞人的壞制度。所以2003年的倒董與2013年的倒梁，都是爭取民主普選的重要一環，兩者相輔相承。

## 2013年元旦民主自由行
民主倒梁力量在2012年12月底，宣佈元旦大遊行將會升級，通宵包圍禮賓府，要求梁振英下台。2013年元旦，民主倒梁力量在午間參與了民間人權陣線發起的2013年香港元旦大遊行。傍晚，民陣在政府總部集會，民主倒梁力量則申請了在禮賓府門前集會。當晚，民主倒梁力量、人民力量等等遊行群眾集結在禮賓府後門。陳偉業要求到禮賓府正門示威。警方阻止。雙方爭拗不反對通知書，談判破裂。陳偉業宣佈開展「民主自由行」，與警方打游擊戰，先是「龍尾變龍頭」，遊行群眾往花園街山下走，遊至外國記者會對開馬路時把車輛堵住。由於雲咸街有警車佈防，示威者無法前往禮賓府，轉至雪廠街與皇后大道中交界堵路，高峯期間逾千人，警方開一條行車線讓車輛離開。長毛梁國雄與社民連到場匯合聲援，帶領市民經德己笠街到蘭桂坊，再度嘗試前往禮賓府，結果在藝穗會門外再遭警方攔截。與此同時，約十名Ｖ煞攔截了畢打街。晚上11時，「長毛」梁國雄孤身一人被困在畢打街與德輔道中交界，以「非法集結」被捕，當時身邊並無其他示威者。其餘數百名示威者繼游擊戰。午夜警方開始清場，長江中心外情況最混亂。執委阿牛曾健成被捕。行動組組長快必譚得志抬上警車被捕。陳偉業在折返政府總部後，七名重案組警員趕至指其涉嫌「協助非法集結」將他拘捕。
2014年3月5日，陳偉業被裁定舉行違法遊行罪名不成立，參與非法集結罪名則成立，罰款六千元。陳偉業不服，上訴。2015年5月26日，高等法院駁回陳偉業未經批准集結罪上訴。

### 影響
民主倒梁力量發動的「民主自由行」在中環四周圍流竄，與各社運人士在不同地點堵塞道路，被部份保守、老舊的社運人批評為擾民。然而，由於多年來和平遊行、表達訴求而爭取不到政府讓步，是次堵塞道路、流動佔領的經驗激起更多社運人士的熱烈支持。最終激發了戴耀廷教授提出「佔領中環」這抗爭理念。

2013年元旦遊行暨民主自由行
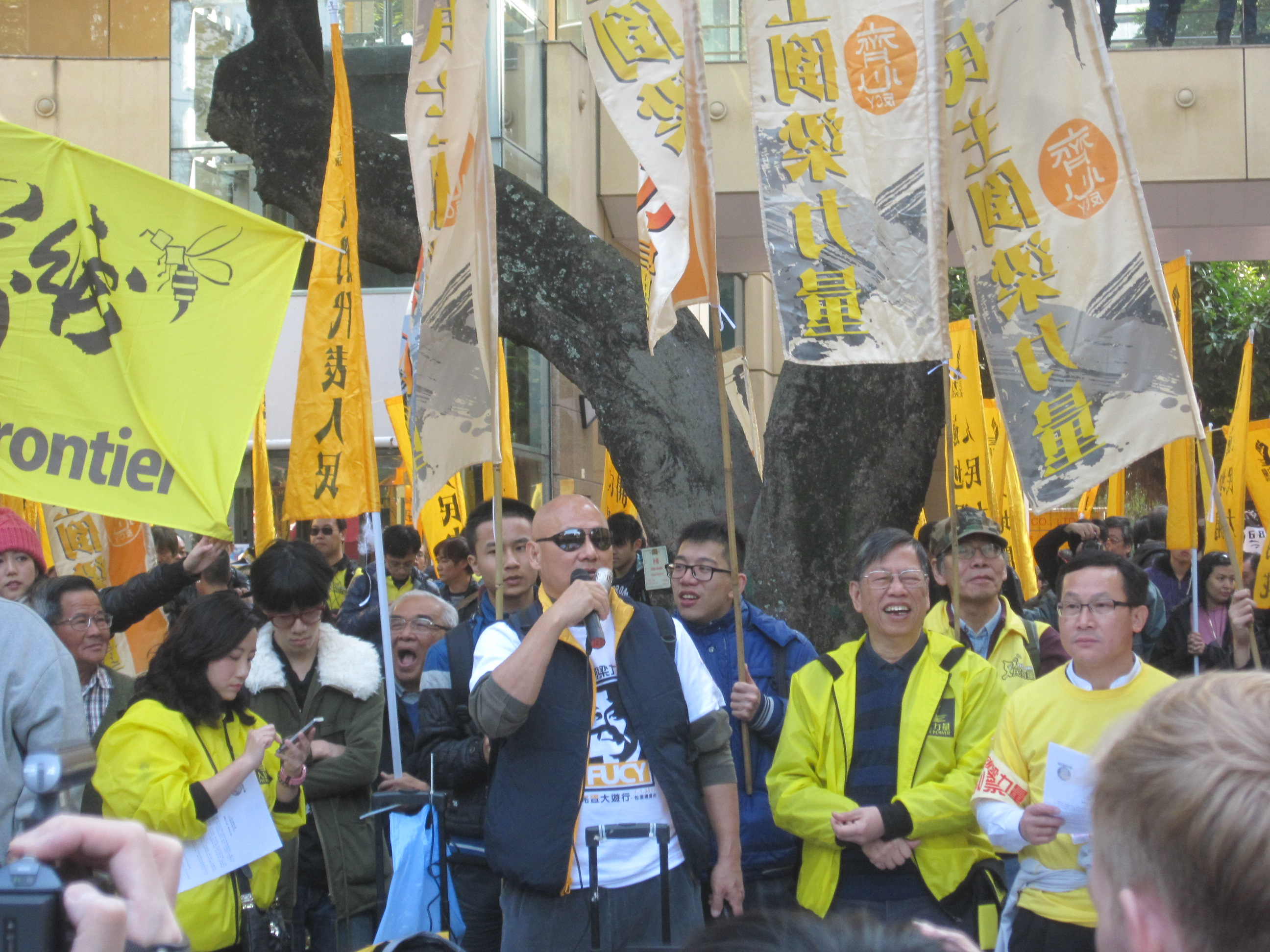
2013年1月1日下午2半時，民主倒梁力量在銅鑼灣中央圖書館集合。圖為陳素玲、陳偉業、甄燊港、麥業成。
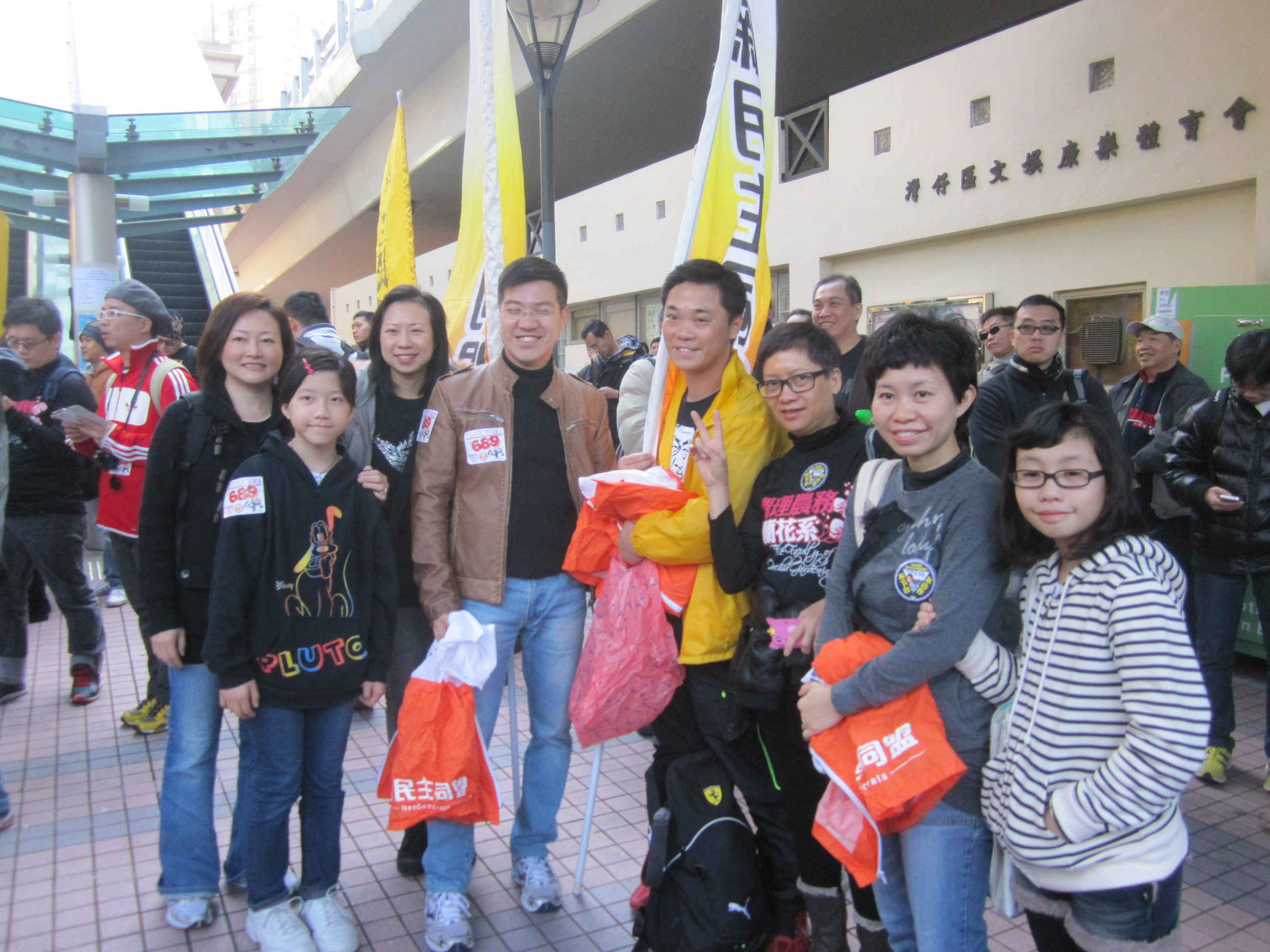
范國威與新民主同盟參加民主倒梁力量的元旦遊行。
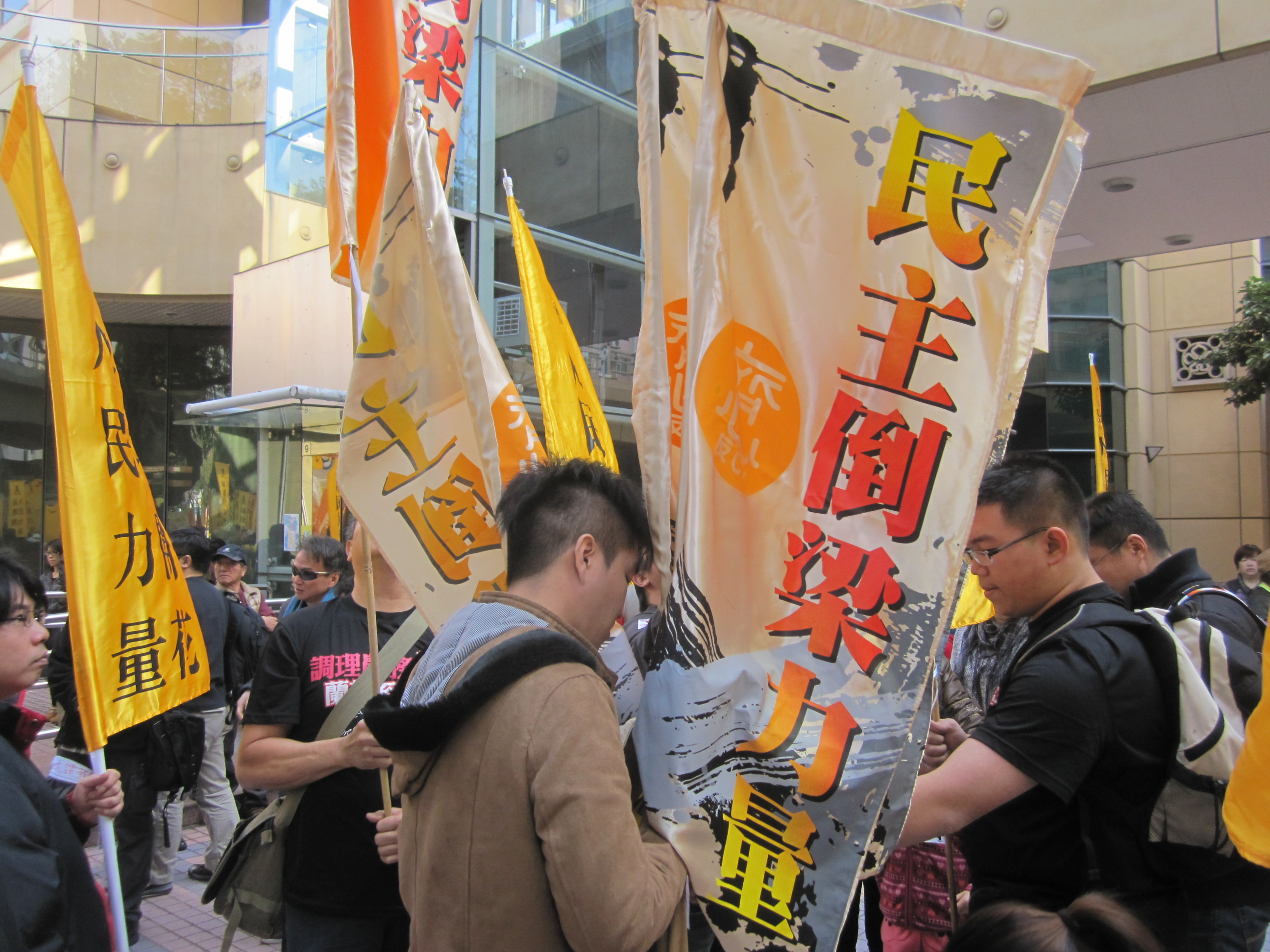
民主倒梁力量的直幡。調理農務蘭花系也參與民主倒梁力量的元旦遊行。
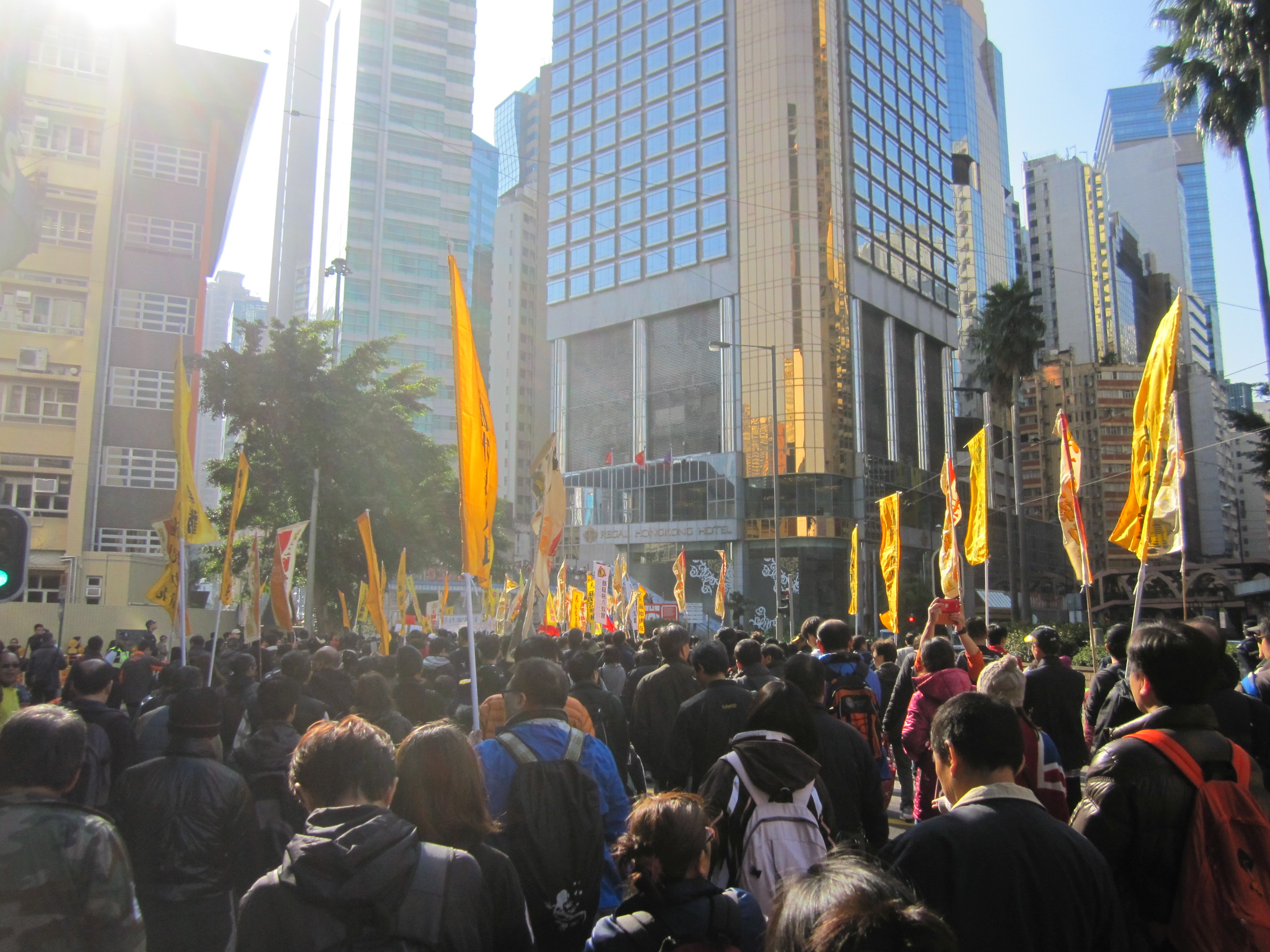
2013年元旦遊行，民主倒梁力量，起步。
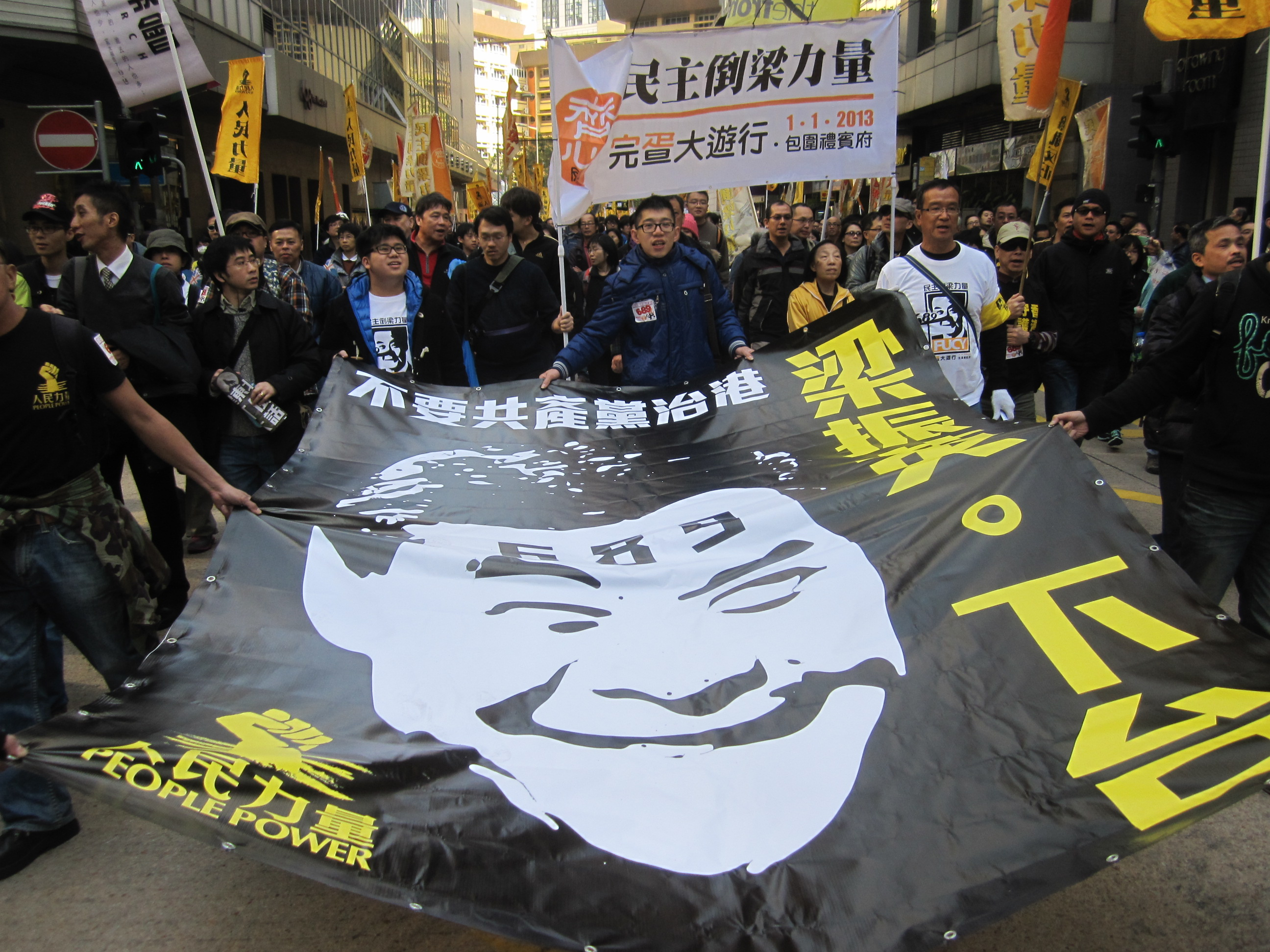
民主倒梁力量2013年元旦遊行－－「不要共產黨治港。梁振英下台。」
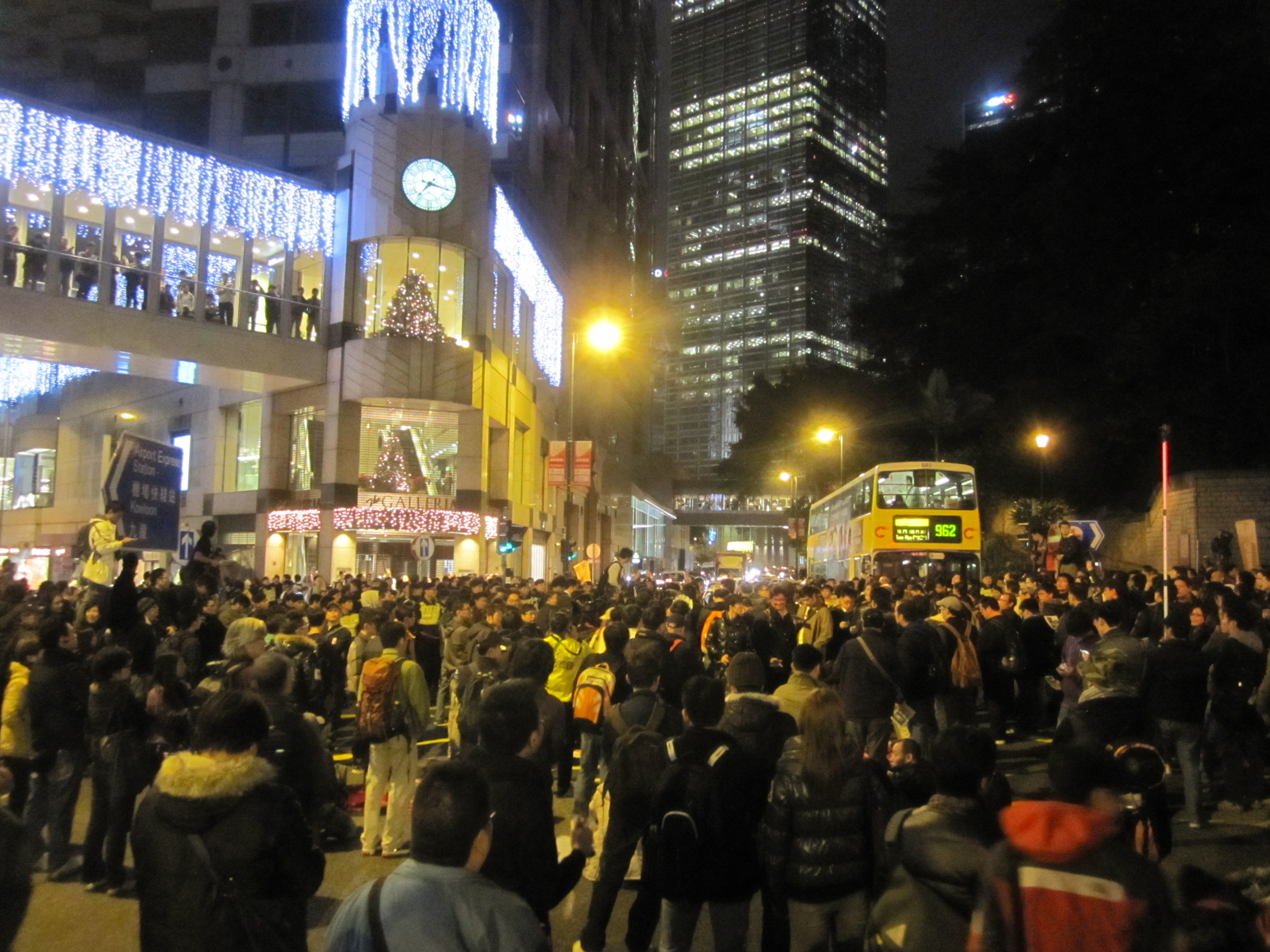
遊行群眾佔領了皇后大道中、雪廠街交界，封鎖馬路。2013年元旦晚上7時半。
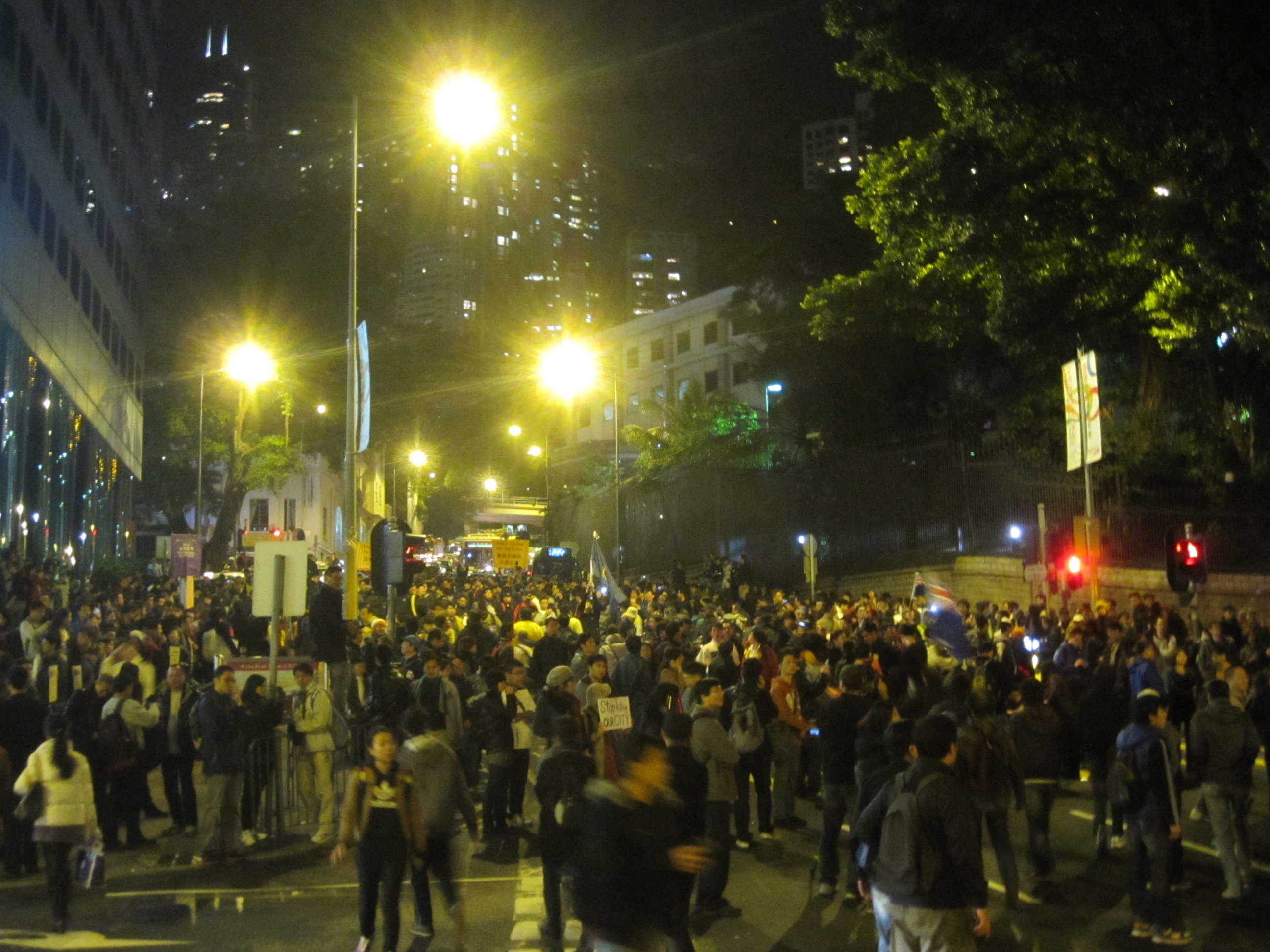
群眾佔據花園道，要遊行上禮賓府。警方在花園道上方亮黃旗警告。2013年元旦晚上8時12分。
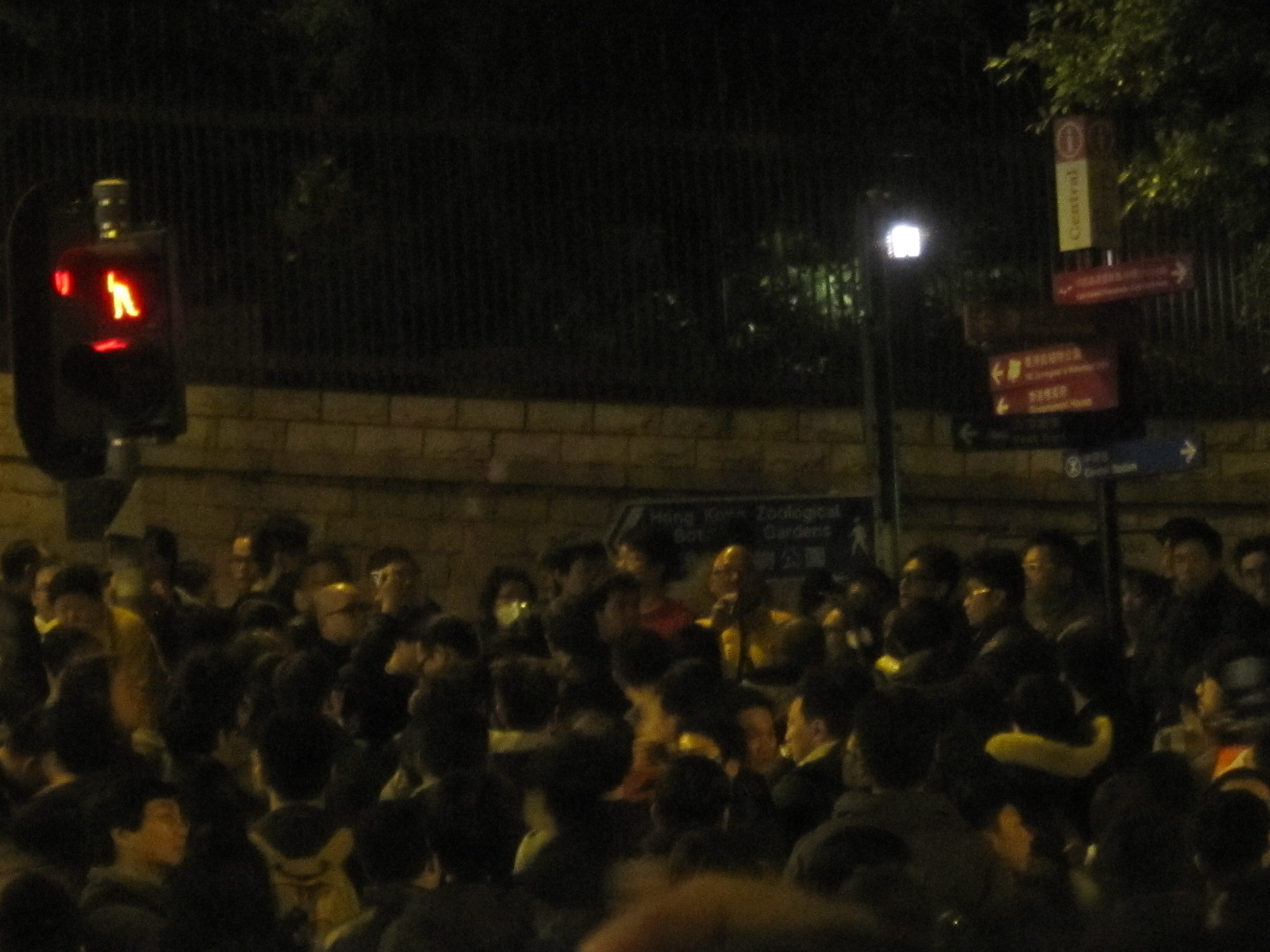
陳偉業向花園道的群眾喊話，並帶領群眾穿越聖約翰座堂、跑台里，擺脫警方包圍。2013年元旦晚上8時半。
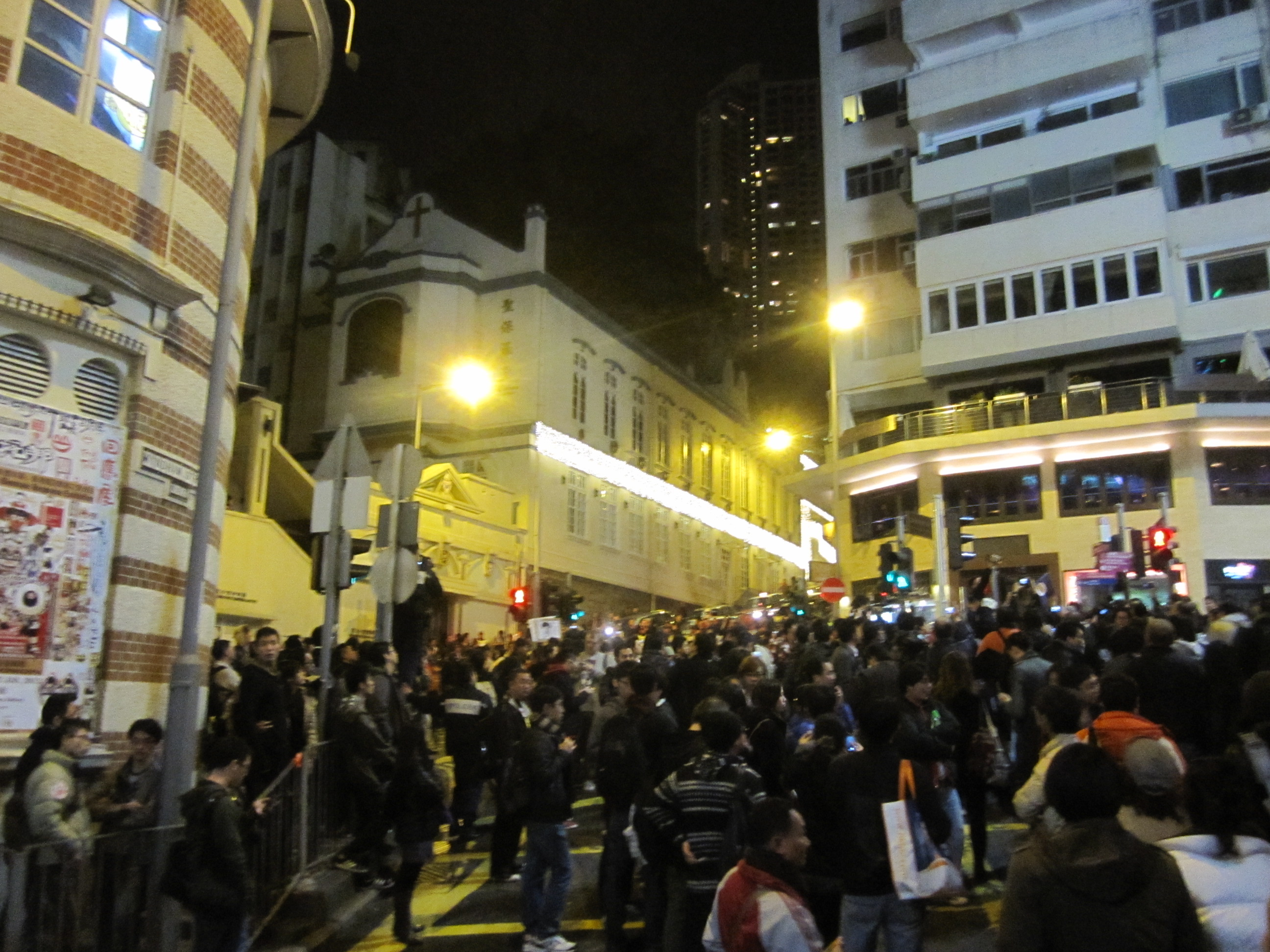
長毛梁國雄帶領群眾遊行到下亞厘畢道的藝穗會、外國記者會一帶。2013年元旦遊行晚上9時半。
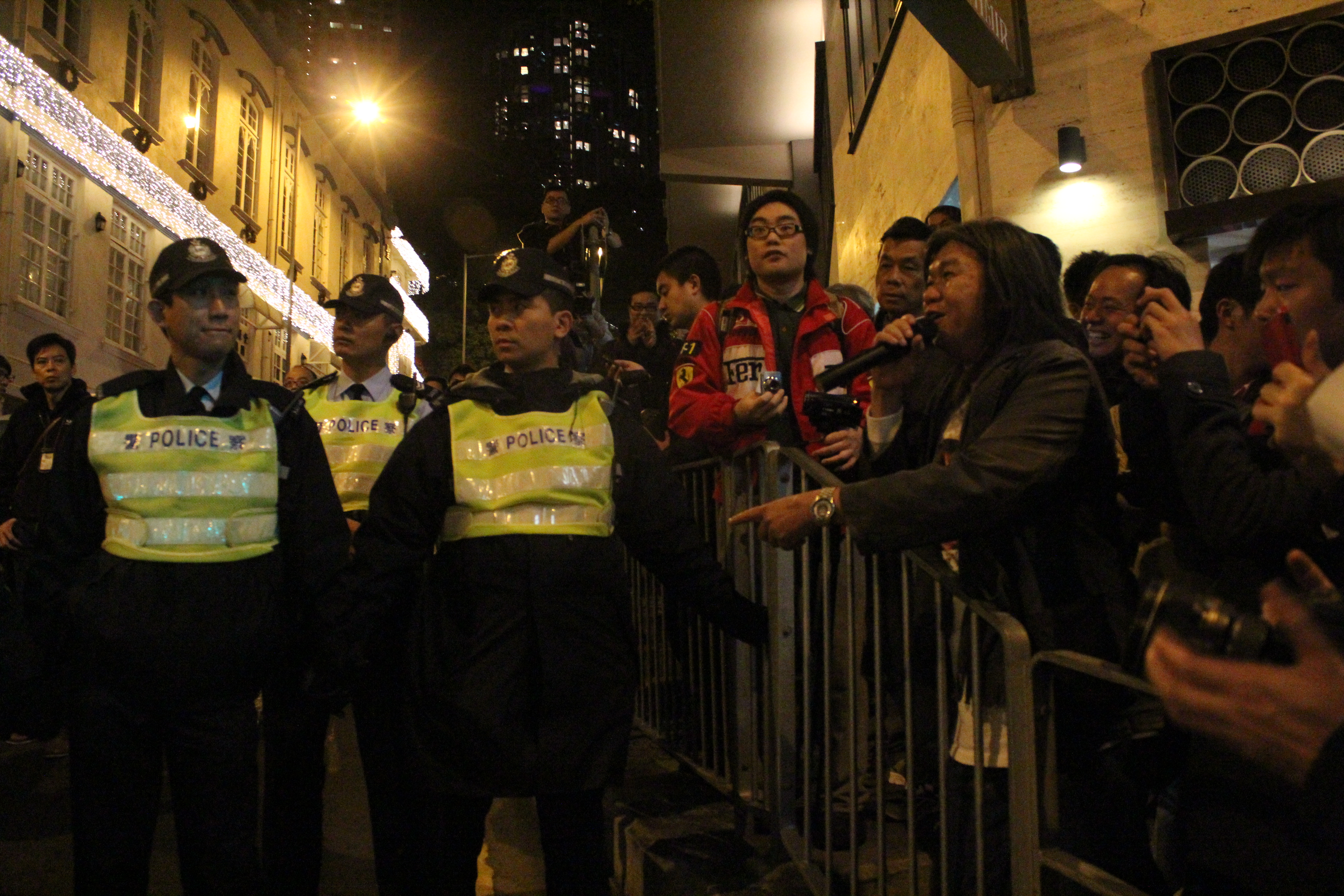
在蘭桂芳前，「長毛」梁國雄以廣播指稱警方無故封路，令車輛和市民無法通過，製造混亂，呼籲市民及傳媒看清楚是誰堵路，望傳媒公正報道。期間一名外籍人士同警員交談後獲准進入上亞厘畢道，梁國雄嘲笑是否說英語就可獲放行。2013年1月1日，晚上9時35分。

## 「佔領中環」街頭論題
元旦的民主自由行其間，民眾自發束意攔馬路，堵塞花園道、皇后大道，令中環交通癱瘓。這刺激了戴耀廷教授而寫下〈公民抗命的最大殺傷力武器〉一文 (2013年1月16日《信報》)，提出「讓愛與和平佔領中環」，建議長時間霸佔中環主要街道路口，癱瘓經濟以脅逼政府。
- 2012年12月23日，旺角西洋菜街，「沒有不倒梁的理由」論壇，嘉賓：香港人網創辦人蕭若元、人民力量陳偉業、民主陣線麥業成、區議員譚香文。
- 2013年2月24日，旺角西洋菜街，「佔領中環及民主自由行」論壇，嘉賓：戴耀廷教授、陳偉業、民間電台曾健成、香港人網蕭若元。
- 2013年3月17日，銅鑼灣東角街，「激進及溫和抗爭」論壇，嘉賓：戚本盛老師、長毛梁國雄、麥業成議員。
- 2013年3月24日，旺角西洋菜街，「委屈不能求全，抗爭才是出路」論壇，嘉賓：公民黨余若薇、黃毓民、香港人網主持趙善軒博士。

佔領中環街頭論壇
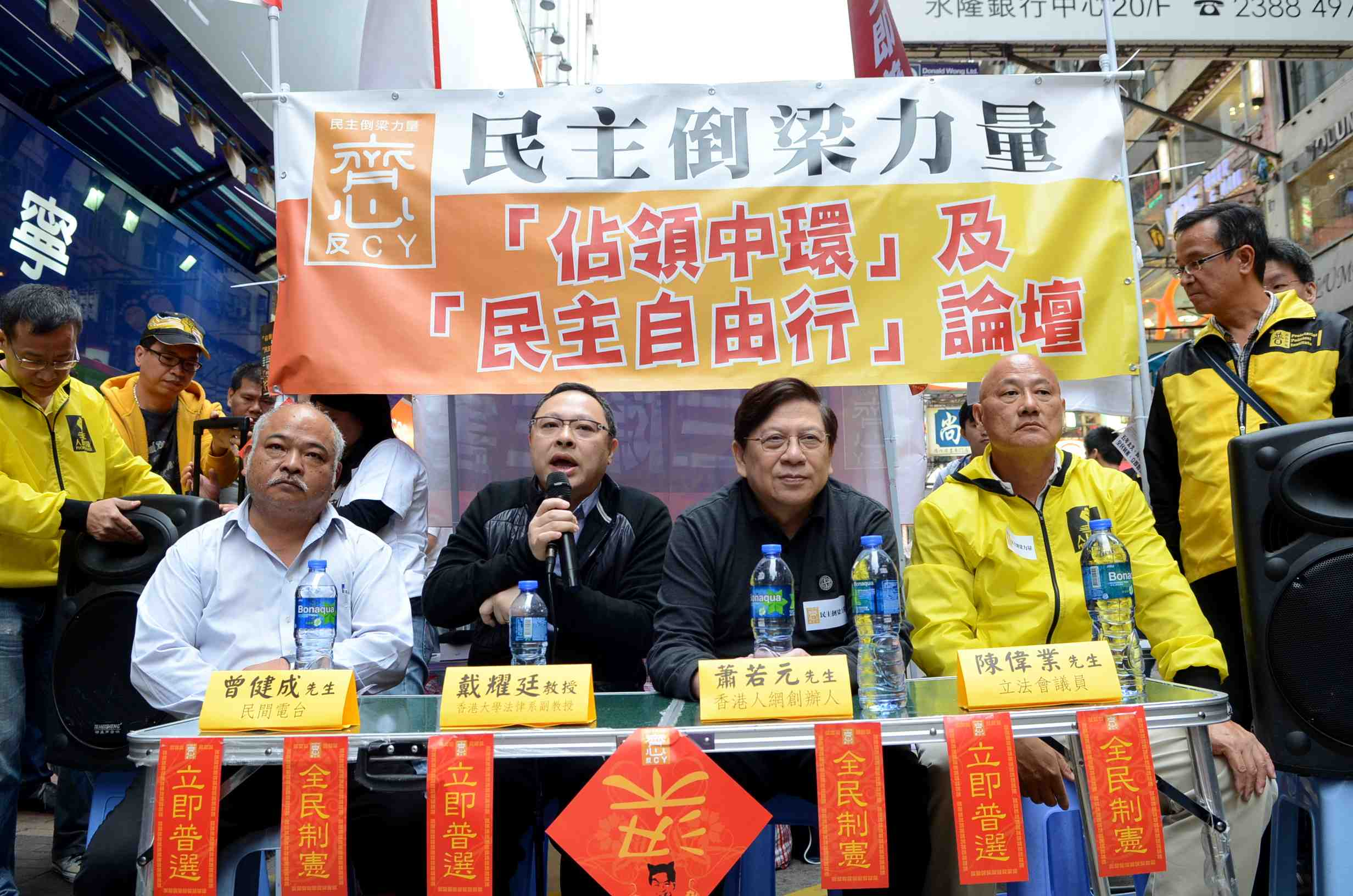
2013年2月24日，旺角西洋菜街，民主倒梁力量街頭論壇，討論佔領中環。嘉賓：民間電台曾健成、「和平佔中」戴耀廷教授、民主倒梁力量召集人陳偉業、香港人網蕭若元。
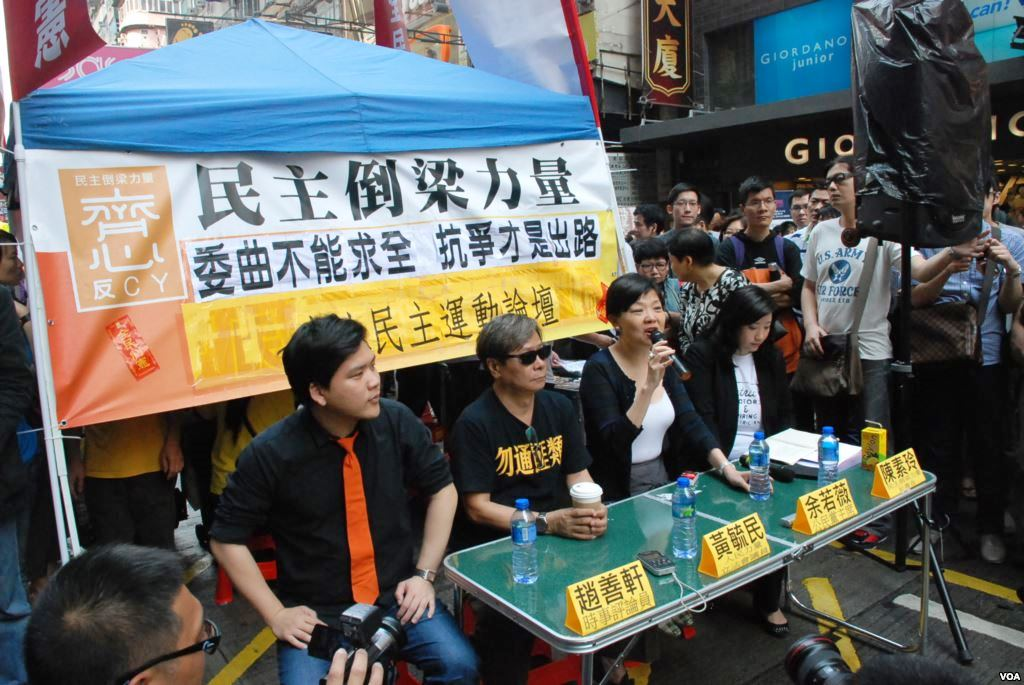
2013年3月24日，旺角西洋菜街，民主倒梁力量街頭論壇「委屈不能求全，抗爭才是出路」。嘉賓：余若薇、黃毓民和趙善軒，主持陳素玲。

## 2013年7月1日接力絕食

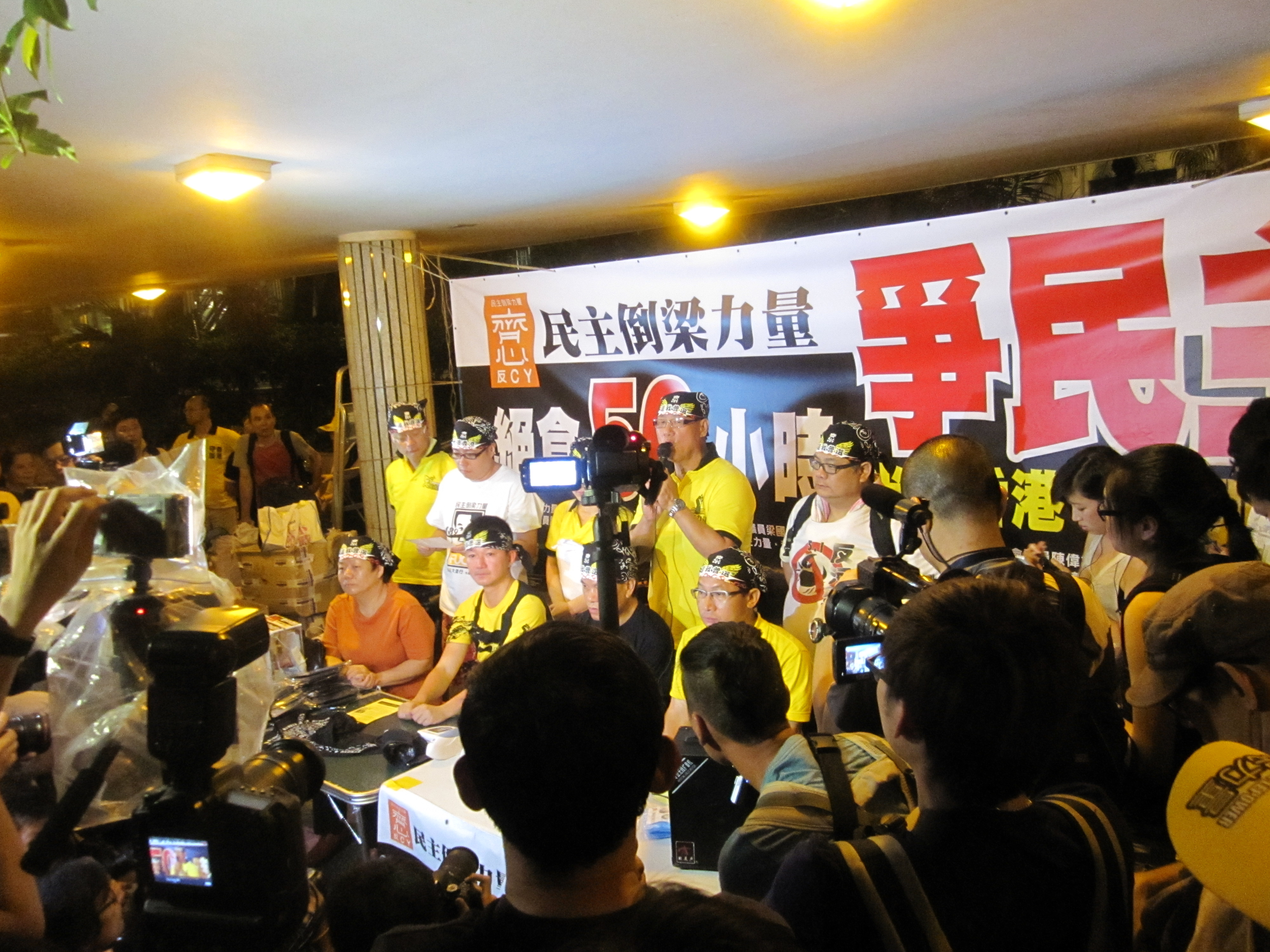
2013年7月1日晚上10pm，七一遊行完畢，民主倒梁力量宣佈發動50小時接力絕食。馮智活、陳偉業、麥業成、譚得志、譚香文、湯穎芝等等。

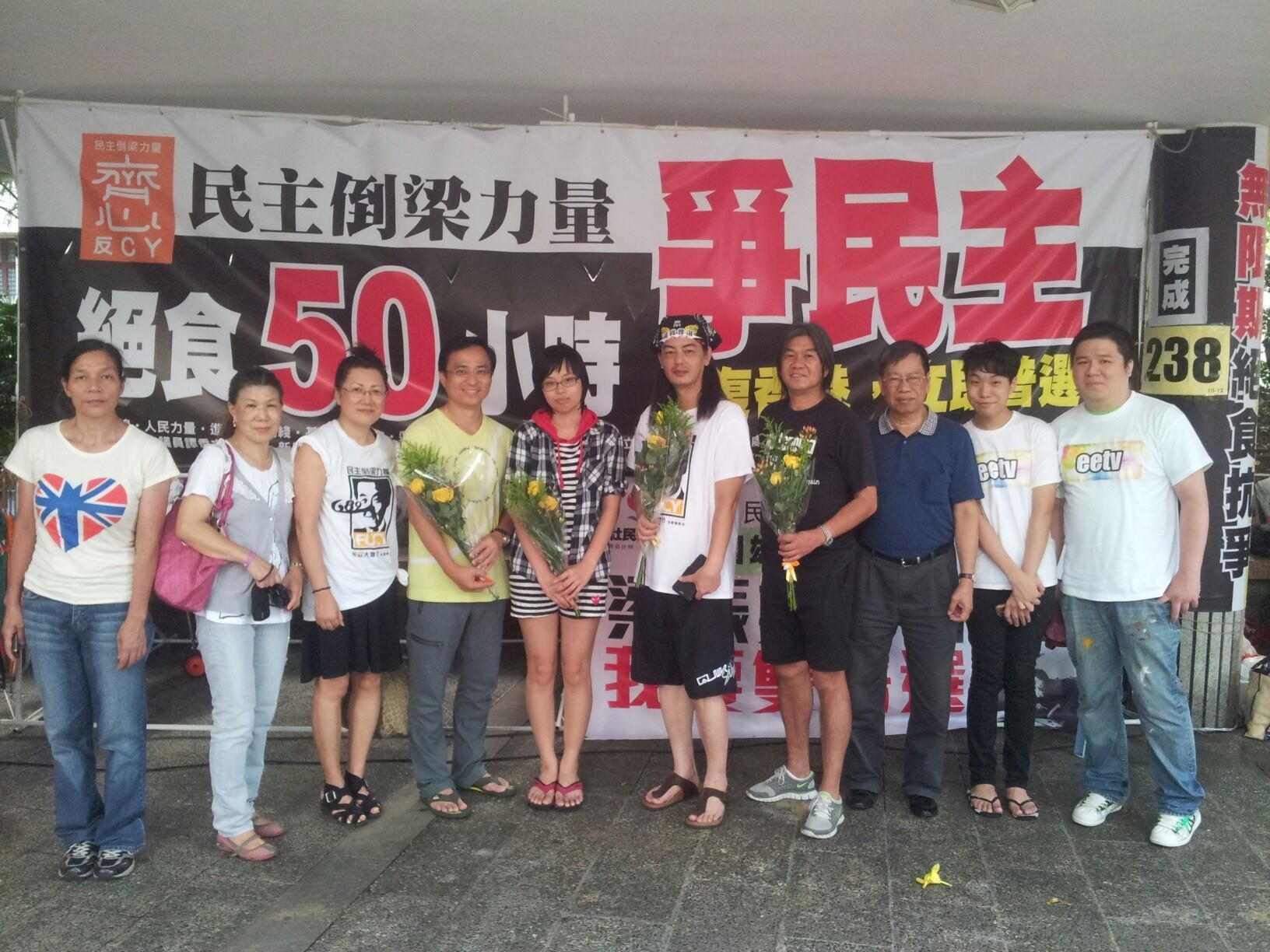
民主倒梁力量接力絕食，第十棒。社運人士雷玉蓮，前綫召集人甄燊港前來探望。2013年7月20日。

「佔領中環」運動仍在醞釀。民主倒梁力量暫援嘗試演習佔中。召集人陳偉業決定試行1988年馮智活牧師發起的50小時「馬拉松式」接力絕食抗議不民主方案之先例。民主倒梁力量決定在七一遊行之後，於中環遮打花園繼續紮營留守，發起接力絕食，每棒五十小時，要求梁振英下台，爭取雙普選。更邀得馮智活牧師事隔二十五年後再度參與接力絕食。人民力量立法會議員陳偉業、陳志全、社民連立法會議員梁國雄、民主陣線區議員麥業成、黃大仙區議員譚香文等都會參與絕食。陳志全更決定不限時絕食。陳偉業強調，相比印度聖雄甘地、台灣施明德，民主倒梁力量的絕食活動只是很小型的社會運動；然而，在香港當前低迷的政治氣候下，絕食行動只是一個新嘗試，運動的成敗仍有賴市民的支持及參與。
「慢必」陳志全絕食十日後，在7月11日立法會的行政長官問答大會，追問梁振英何時落台，抗議、與立法會保安糾纏期間體力透支而暈倒，送入醫院，終止絕食。7月17日晚，社民連主席、民主倒梁力量副主席「長毛」梁國雄接力絕食，更與社民連成員嚴敏華參與不設限絕食。7月25日晚上，人民力量新任主席袁彌明參與接力絕食。8月1日晚，因颱風逼近，民主倒梁力量宣佈結束絕食。整個「馬拉松式」絕食，共47人接力、歷時3,046小時，其中人民力量陳志全完成238小時絕食，社民連梁國雄196小時、嚴敏華Fanning144小時。陳志全與梁國雄在絕食期間照常出席參與立法會議會工作。雖然這是香港近三十年少見長時間的絕食行動，但在坊間影響的共鳴不大。

### 參與人士
- 第一棒 (7月1日 10pm - 7月4日 12am)：馮智活牧師（1988年50小時接力絕食的發起人），人民力量陳偉業、陳志全（慢必）、譚得志（快必）、區議員譚香文、民主陣線麥業成、人民力量地區幹士湯穎芝、人民力量義工 Dicallan。
- 第二棒 (7月3日 10pm - 7月6日 12am)：張大衛牧師等三名「基督路小教會」成員與及一名支持者，陳志全繼續無限期絕食，快必譚得志絕食加時24小時。
- 第三棒 (7月5日 10pm - 7月8日 12am)：人力執委郭志堅、陳素玲、「調理農務蘭花系」成員 Ball仔、社運界網台主持林匡正 (Next哥)
- 第四棒 (7月7日 10pm - 7月9日 12am)：人力秘書長曾麗文、人力執委伍國明，與兩名受感召的大學生 Rain 與 Tony。
- 第五棒 (7月9日 10pm - 7月11日晚)：人力新東義工 Billy、Gabee Mak、Jimmy Lok，與熱心市民李先生。「慢必」陳志全在議會暈倒，終止絕食。
- 第六棒 (7月11日 8pm - 7月13日 10pm)：人力港島義工 Zoe Yung、Jenny。
- 第七棒 (7月13日 8pm - 7月15日 10pm)：郭生、梁生，調理農務蘭花系成員「閹雞」興哥。郭生絕食期間血壓超標，要停止絕食。
- 第八棒 (7月15日 8pm - 7月17日 10pm)：人力港島義工禮哥，支持者李先生、馮先生 (Man哥；Manso El Mundo)。Man哥在絕食期間渡過生日，寫下了〈絕食宣言〉[35]。
- 第九棒 (7月17日 8pm - 7月19日 10pm)：社民連主席「長毛」梁國雄，人力義工 Anna Luk、人力支持者浩文。梁國雄宣佈無限期絕食。
- 第十棒 (7月19日 8pm - 7月21日 10pm)：社民連成員「小辣椒」嚴敏華、人力義工豹哥、Herby，長毛繼續不間斷不限時絕食。
- 第十一棒 (7月21日 8pm - 7月23日 10pm)：人力義工子豪、Samson。嚴敏華追隨長毛參與不限時絕食。
- 第十二棒 (7月23日 8pm - 7月25日 10pm)：人力新東地辦職員 Jerry、人力義工家明，社運界洋人牧師 Bob。
- 第十三棒 (7月25日 8pm - 7月27日 10pm)：長毛、嚴敏華結束絕食。由人力主席袁彌明、社民連成員 Priscilla 接力。
- 第十四棒 (7月27日 8pm - 7月29日 10pm)：譚香文與Anna－－兩位都是第二輪參與絕食。
- 第十五棒 (7月29日 8pm - 7月31日 10pm)：陳偉業再次接力，與人力支持者 Ken Wong。
- 第十六棒 (7月31日 8pm - 8月1日晚提早結束)：「快必」譚得志第二次參與絕食。[36]

2013年七一馬拉松椄力絕食
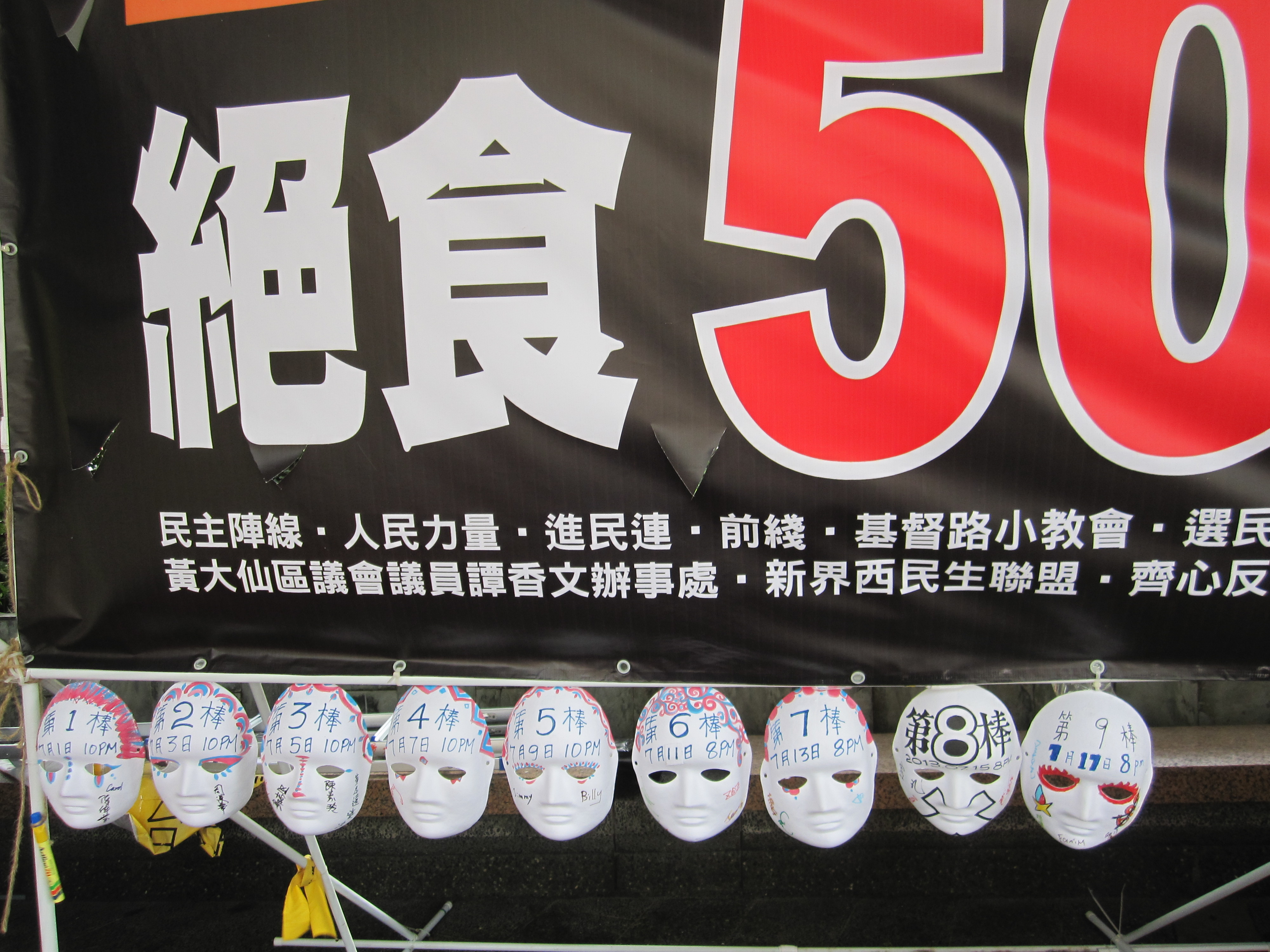
每一棒絕食人士都會精心繪畫一塊面譜，掛在壁佈板上。
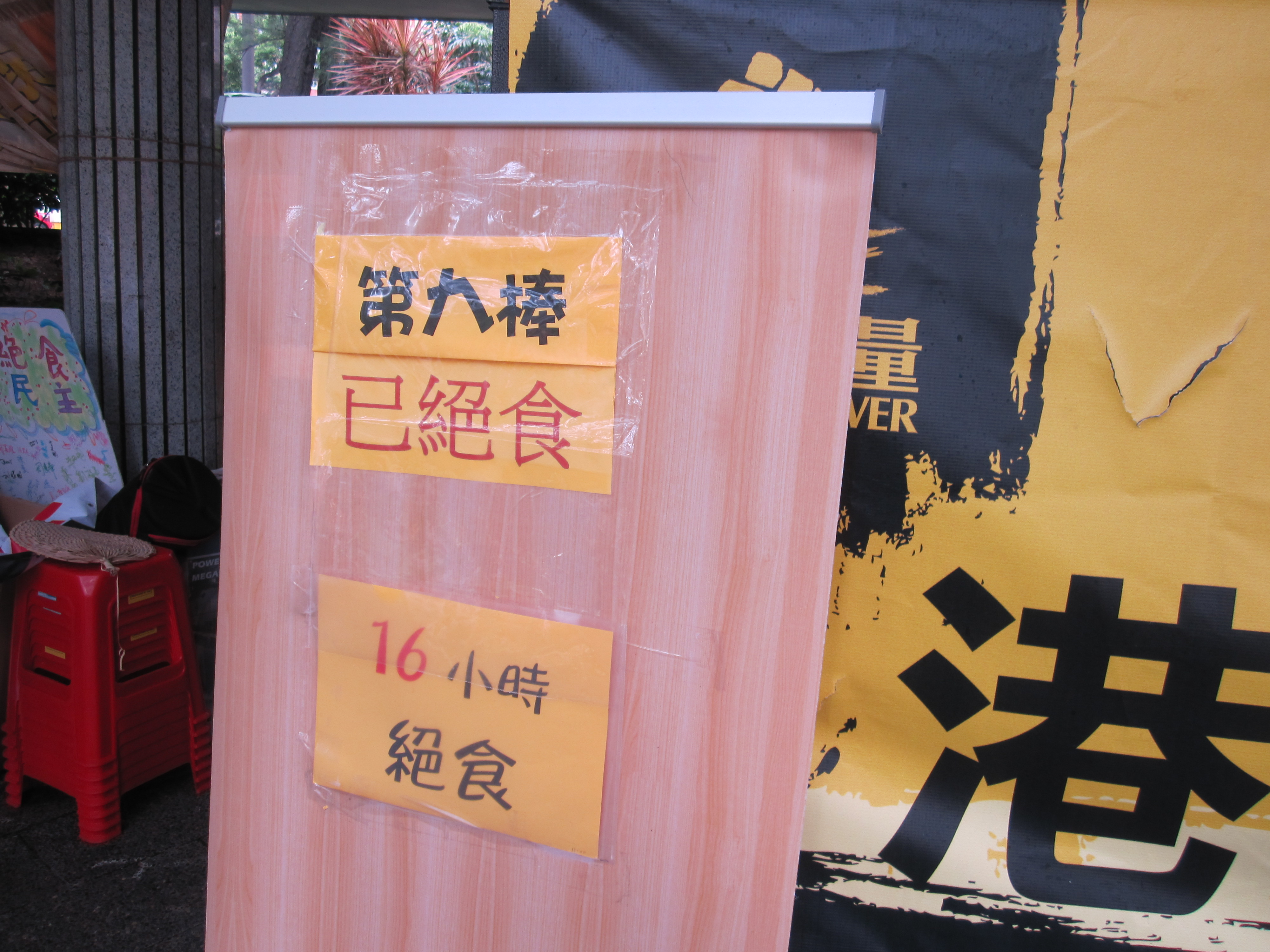
報告板寫著第九棒絕食已經進行了16小時。2013年7月18日，中環遮打花園。
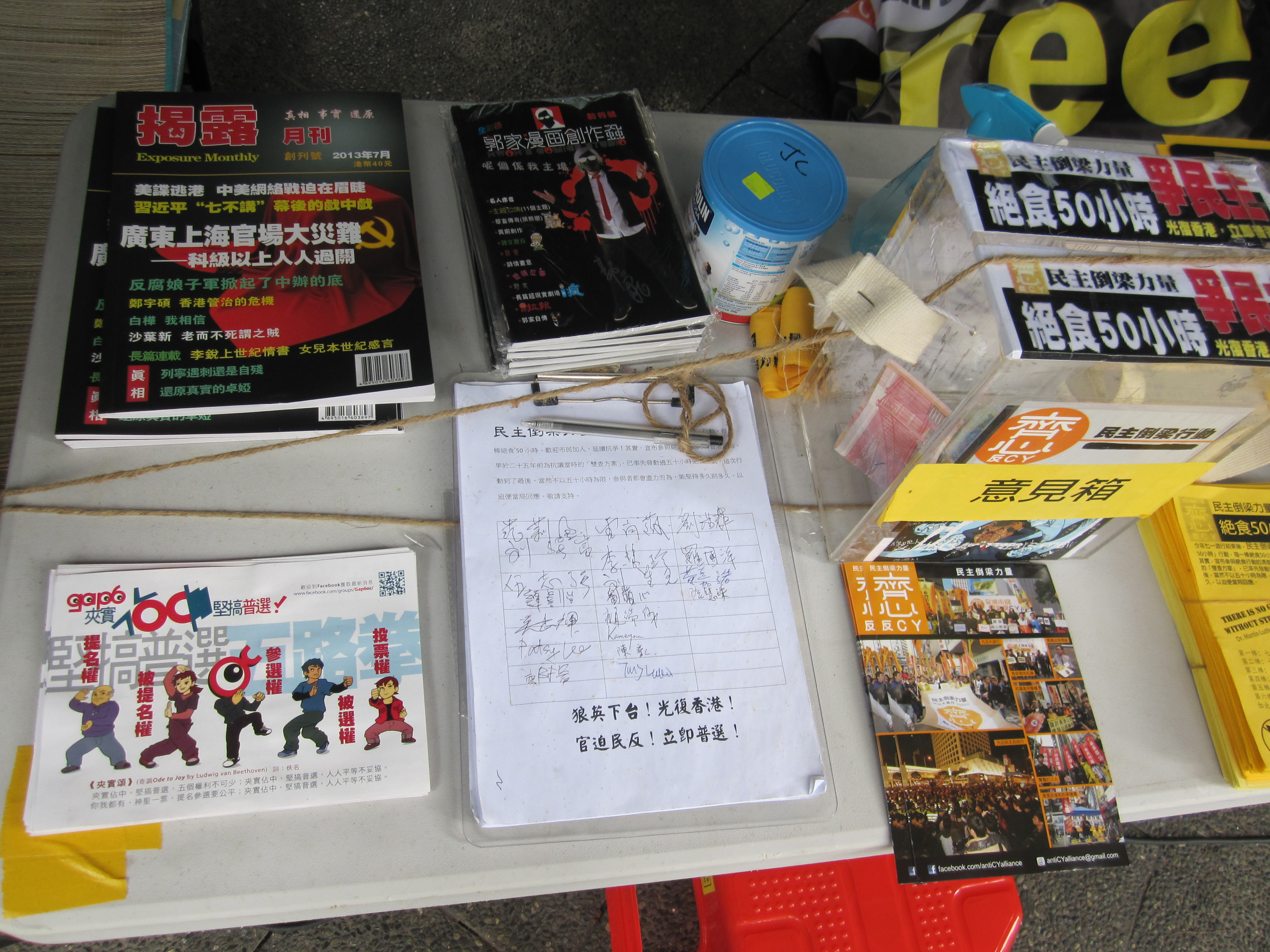
除了派發民主倒梁力量的單張，更有快必「夾實佔中」運動的單張派發，是為「佔中後援會」的前身。2013年7月18日，中環遮打花園。
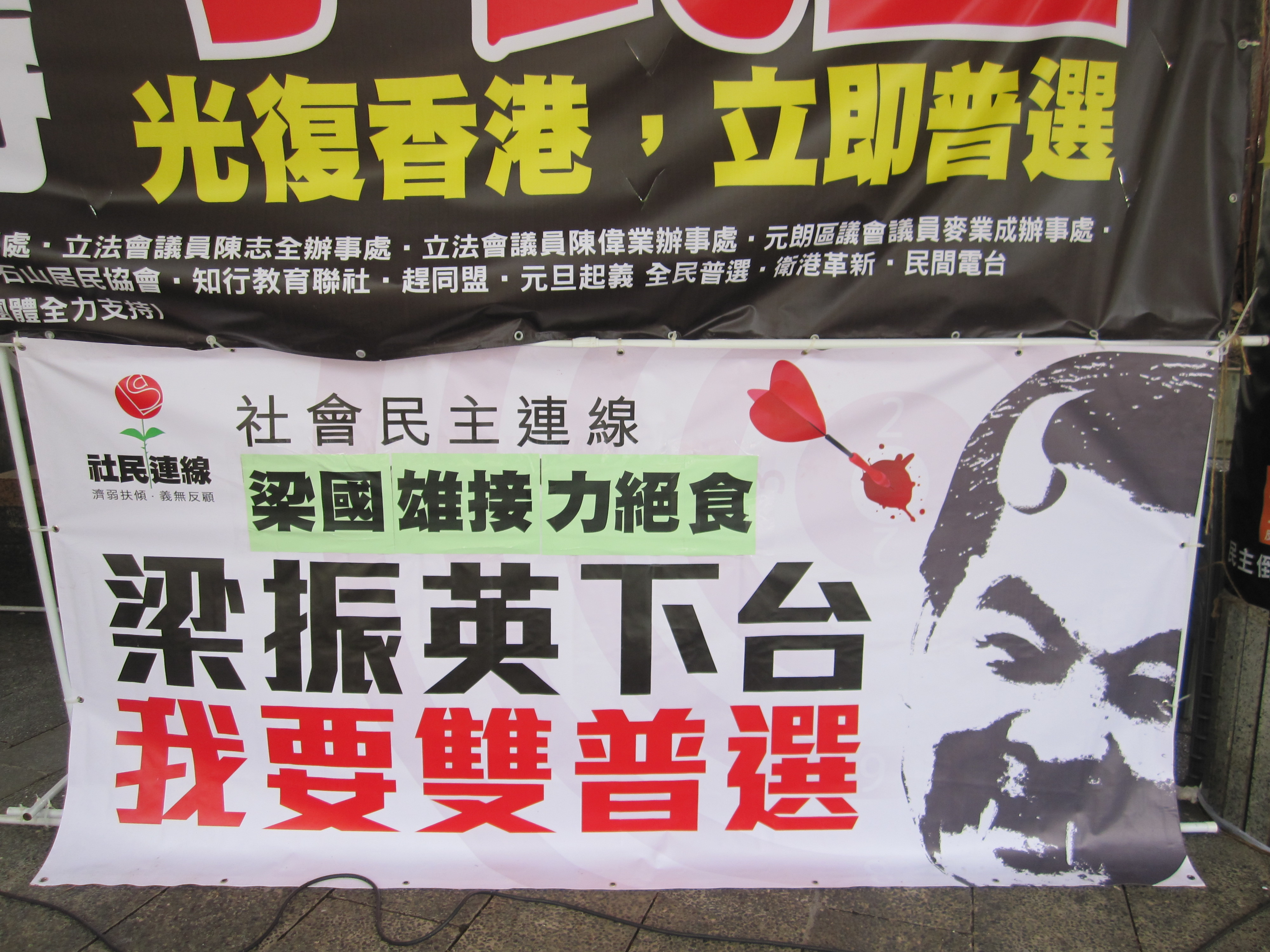
社民連的橫額。2013年7月18日，中環遮打花園。
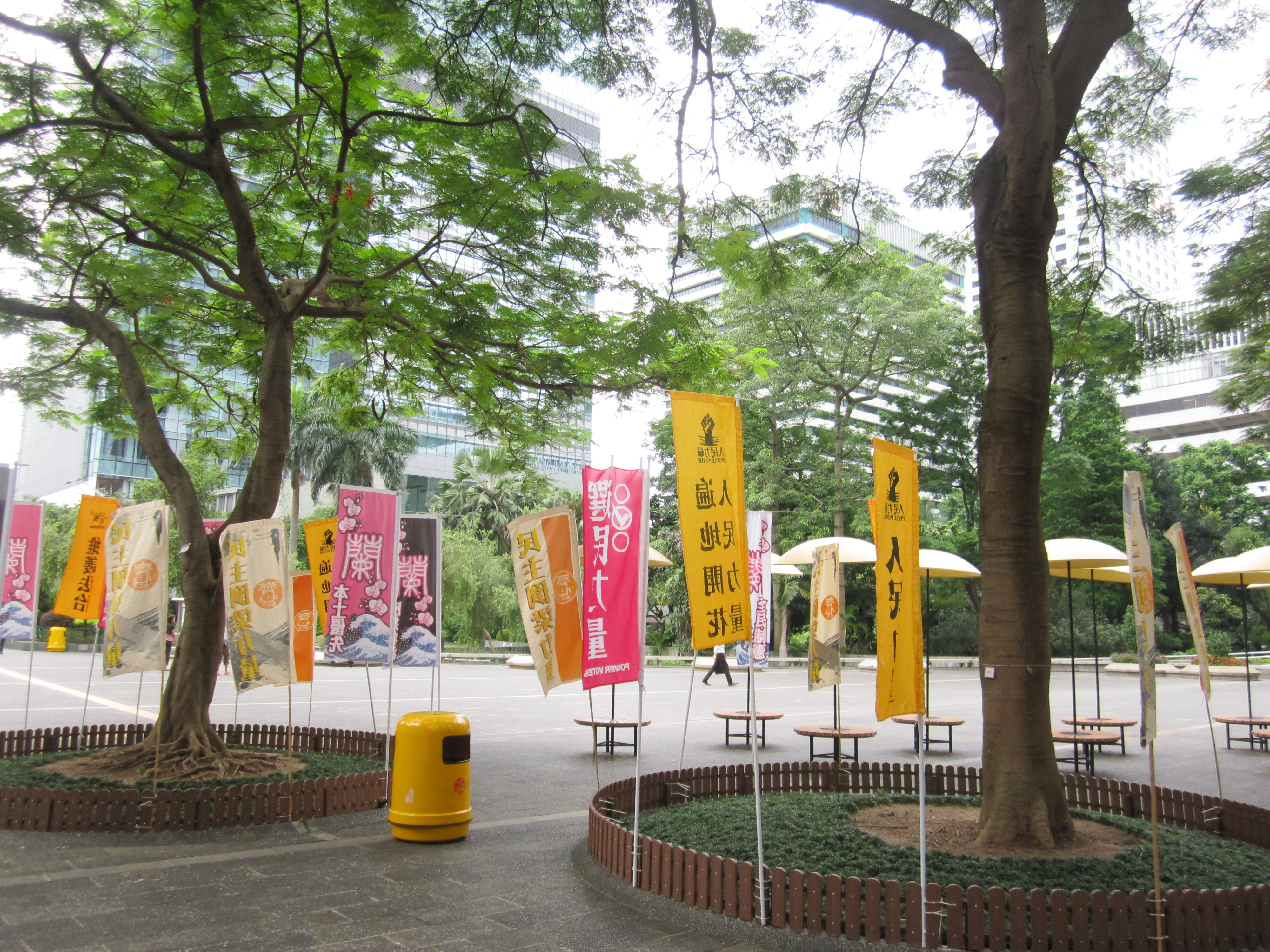
公園內不同政黨的直幡，都是民主倒梁力量的發起或參與組織。
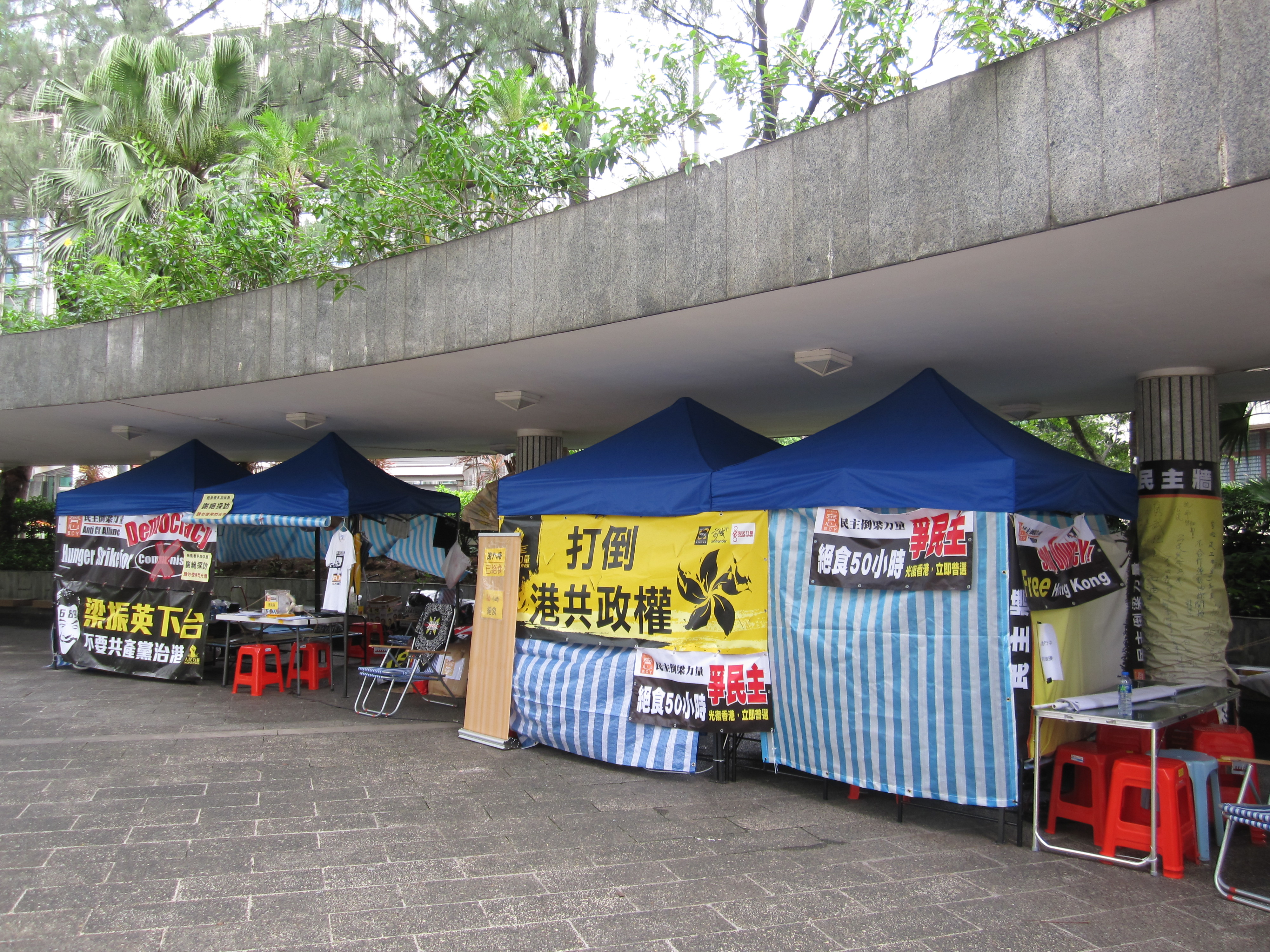
2013年7月18日，中環遮打花園。絕食者棲身於公園內的帳幕。
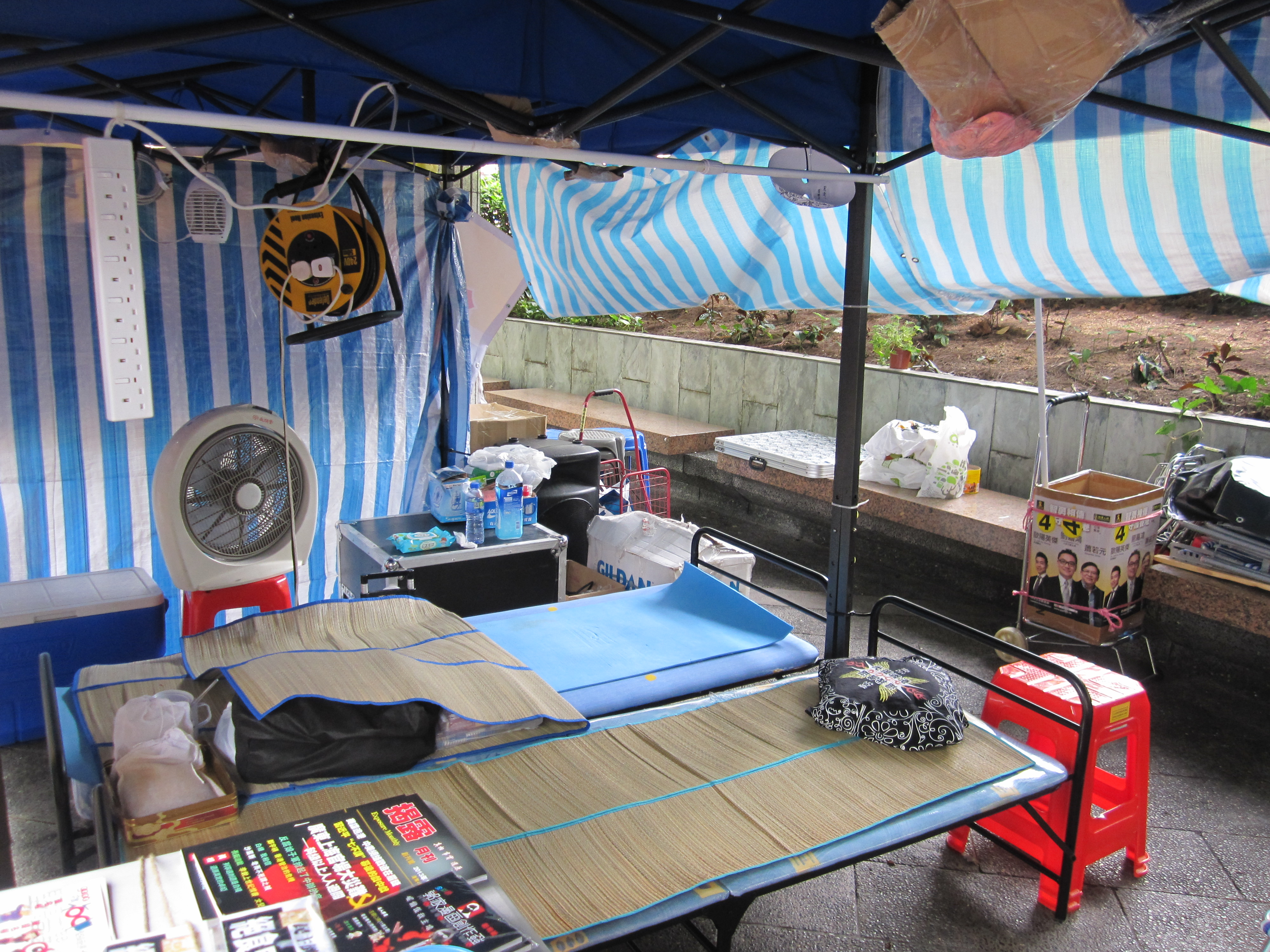
天氣嚴熱，只能用發電機輸電給風扇乘涼。

## 盂蘭節驅梁燒街衣
特首梁振英恰巧在黃曆七月十四日（洋曆1954年8月12日）盂蘭節這天出生。「民主倒梁力量」成員在2013年孟蘭節晚上到中聯辦門外「燒街衣」、焚燒紙紮公仔，既批評被揭貪腐醜聞的前特首曾蔭權，更要求身為中共地下黨員梁振英儘快下台「落地獄」，不要在人間作惡；並批評中共製造最多的冤魂。

## 提倡「流動佔領」
繼承了2013年元旦民主自由行的經驗，和應戴耀廷「佔領中環」的理念，民主倒梁力量提倡在2014年元旦進行「城市遊擊戰」，在中環大街小巷流動佔領，提早實踐佔領中環。這個行動，後來由「佔中後援會」繼承執行，於2014年元旦晚上發起「中環導賞團」。自此，民主倒梁力量漸漸為所佔中後援會取代，活動走向沉寂。

## 執行委員會
- 召集人　：陳偉業（立法會議員陳偉業辦事處）
- 副召集人：梁國雄（立法會議員梁國雄辦事處）、甄燊港（前綫召集人）
- 秘書長　：陳素玲 (已離任)、甄燊港 (現任)
- 司庫　　：麥業成（民主陣線）
- 行動組長：譚得志（基督路小教會）

### 執委
（依筆劃序，排名不分先後）：
- Tony Choi（趕同盟）
- 王陽翎（知行教育聯社）
- 白軍浪（我哋係香港人，唔係中國人）
- 袁彌明（人民力量）
- 郭界（元旦起義 全民普選）
- 曾健成（民間電台）
- 溫瑞岐（元朗區議會議員麥業成辦事處）
- 鍾善因（羊羊）（自由網絡研究中心）
- 譚香文（黃大仙區議會議員譚香文辦事處）
- 關永業（大埔區議會議員關永業辦事處）
- 蘇浩（立法會議員陳志全辦事處）

## 主要成員
- 人民力量（選民力量、前綫）
- 新民主同盟
- 社會民主連線
- 民主陣線
- 民間電台
- BNO英國國民海外護照平權運動
- 大埔區議會任啟邦議員辦事處
- 大埔區議會關永業議員辦事處
- 中港大不同
- 元旦起義、全民普選
- 元朗區議會麥業成議員辦事處
- 巴士佬
- 毋忘六四 – 網絡行動組
- 立法會議員范國威辦事處
- 立法會議員梁國雄辦事處
- 立法會議員陳志全辦事處
- 立法會議員陳偉業辦事處
- 立法會議員黃毓民辦事處（2013年5月20日退出）
- 光復上水
- 地產小子
- 羊家班
- 自由網絡研究中心
- 西貢區議會張國強議員辦事處
- 西貢區議會梁里議員辦事處
- 西貢區議會鍾錦麟議員辦事處
- 我哋係香港人，唔係中國人
- 每日一膠‧荒謬的香港
- 沙田區議會丘文俊議員辦事處
- 沙田區議會容溟舟議員辦事處
- 拒絕香港大陸化
- 知行教育聯社
- 秋菊行動
- 革命精神
- 香港人優先
- 香港正義連線
- 香港要開國
- 神州青年服務社
- 高登時事台
- 基督教路小教會
- 基督教獨立報
- 強烈譴責ATV失實報道
- 喜劇演員
- 黃大仙區議會譚香文議員辦事處
- 黑衣會
- 新東新力量
- 萬人包圍ATV
- 趕同盟
- 齊心反ＣＹ
- 衛港革新
- 橄欖啜核
- 醒下啦，香港人！

## 外部連結
《民主倒梁力量》新聞稿
1. ↑  「「民主倒梁力量」誓師記招 」 （页面存档备份，存于），Youtube，發佈日期：2012年12月9日。
2. ↑  梁國雄：〈「七一」十年：就讓我們先爬這座小山〉 的存檔，存档日期2015-07-07.，《評台 （页面存档备份，存于）》；長毛：〈「七一」十年：就讓我們先爬這座小山〉，《明報》星期日生活，2013年7月7日。
3. ↑  〈元旦萬人遊行倒梁 擬通宵抗爭〉 （页面存档备份，存于），《東方日報》，2012年12月24日。
4. ↑  數百警清場　拘捕示威者　大批市民留守中環促放人 （页面存档备份，存于），《蘋果日報》，2013年1月2日。
5. ↑  〈激進「匿名」強調爭取普選 〉 （页面存档备份，存于），《蘋果日報》，2013年1月3日。
6. ↑  社運八方：〈長毛「一人非法集會」是如何煉成的？〉 （页面存档备份，存于），《獨立媒體》，2013年01月03日。
7. ↑  元旦遊行　八男一女被拘　警無視示威者開車照衝 （页面存档备份，存于），《蘋果日報》，2013年1月3日。
8. ↑  Sherman：〈〔圖解〕元旦中區堵路全紀錄〉 （页面存档备份，存于），《輔仁媒體》，2013年1月4日。
9. ↑  〈陳偉業非法集結罪成罰六千〉 （页面存档备份，存于），《東方日報》，2014年3月6日。
10. ↑  〈陳偉業非法集結罪成罰6,000〉 （页面存档备份，存于），《文匯報》，2014年3月6日。
11. ↑  〈陳偉業非法集結上訴失敗　考慮再提上訴 〉 （页面存档备份，存于），《蘋果日報》即時新聞，2015年5月26日 (10:19am)。
12. ↑  「高等法院駁回陳偉業未經批准集結罪上訴」 （页面存档备份，存于），《商業電台》即時新聞，2015年5月26日 (10:10am)。
13. ↑  庫斯克：〈堵馬路十惡不赦？〉 的存檔，存档日期2016-03-04.，《明報》，2013年1月6日。
14. ↑  庫斯克：〈堵馬路十惡不赦？〉，《通識我主場》(香港：紅出版 (青森文化)，2013年6月)。
15. ↑  （PenToy 評台）版本 的存檔，存档日期2015-10-26.　戴耀廷：【回望佔中】寫了一篇改變香港的文章（愛與和平之旅‧一） （页面存档备份，存于），《明報》即時新聞，2015年10月24日。
16. ↑  〈抗議通過主流方案　馮智活、楊意龍絕食　天星碼頭擺放簽名冊籲支持〉，《華僑日報》，民國七十七年 (1988年) 十二月八日。
17. ↑  〈楊意龍、馮智活五十小時絕食行動今日結束　反對主流方案　收集市民簽名　續有民主派其他人士接力絕食〉，《華僑日報》，民國七十七年 (1988年) 十二月七日。
18. ↑  〈一棒接一棒成馬拉松式　絕食五十小時又有兩人接棒　葵青區議員李建生及霍佩儀　天星碼頭現場市民送花問候　抗議主流方案　掛滿民主團體橫額海報〉，《華僑日報》，民國七十七年 (1988年) 十二月九日。
19. ↑  〈郭毅權、廖沛霖接絕食第三棒　支持簽名遞增倍感鼓舞〉，《華僑日報》，民國七十七年 (1988年) 十二月十一日。
20. ↑  〈25年後再絕食 馮智活﹕無民主香港危〉 （页面存档备份，存于），《明報》，2013年7月1日。
21. ↑  「倒梁力量」七一遊行後絕食 （页面存档备份，存于），《星島日報》，2013年6月19日。
22. ↑  〈倒梁力量絕食﹕將質問梁何時落台〉 （页面存档备份，存于），《明報》，2013年7月2日。
23. ↑  〈「倒梁力量」輪流絕食〉[永久]，《星島日報》即時新聞，2013-07-02 (10:24am)。
24. ↑  〈留守遮打一周　為佔中熱身　團體接力　絕食170小時〉 （页面存档备份，存于），《蘋果日報》，2013年7月2日。
25. ↑  YouTube上的2013.7.1 絕食50小時爭民主 (1/3)
26. ↑  陳偉業：〈人民之聲：絕食抗爭〉 （页面存档备份，存于），《太陽報》，2013年07月08日。
27. ↑  〈【答問大會】CY你食咗嘢未? 慢必暈倒當場〉 （页面存档备份，存于），《蘋果日報》即時新聞，2013年07月11日 (10:29am)。
28. ↑  〈【答問大會】高永文指慢必脫水建議停絕食〉，《蘋果日報》即時新聞，2013年07月11日 (13:44pm)。
29. ↑  〈絕食暈倒 高永文急救慢咇〉 （页面存档备份，存于），《信報》，2013年07月12日。
30. ↑  〈隔牆有耳：慢必冧低　見盡人情冷暖〉 （页面存档备份，存于），《蘋果日報》，2013年07月12日。
31. ↑  〈長毛揚言無限期絕食〉 （页面存档备份，存于），《太陽報》，2013年07月18日。〈接力絕食〉 （页面存档备份，存于），《東方日報》，2013年07月18日。
32. ↑  〈唔怕坐監 袁彌明掌人力〉 （页面存档备份，存于），《明報》，2013年07月18日。
33. ↑  〈袁彌明絕食48小時　誓倒梁〉 （页面存档备份，存于），《蘋果日報》，2013年07月26日。
34. ↑  〈民主倒梁力量結束逾3,000小時絕食〉 （页面存档备份，存于），《蘋果日報》，2013年08月02日。
35. ↑  〈絕食宣言〉

美國民謠樂隊《Peter, Paul & Mary》是我非常喜愛的樂隊，1986年他們創作了一首十分有意的歌曲，叫做「No easy walk to freedom」，目的是支持南非黑人爭取自由，廢除種族隔離政策，「No easy walk to freedom」亦是南非國父曼德拉的名句，這首歌有一句歌詞：“bread for the body, there's got to be, But a soul will die without liberty”，含意是人不應只為物質而活，要有自由思想、意志。當時世界各地都有支援南非民權動運的義舉，其中包括香港《Beyond》樂隊是的《光輝歲月》。

在中環遮打花園，「民主絕食50小時」行動，自七一大遊行完結當晚開始，今天進入第八棒接力。遮打花園經常是香港人爭取民主的場地，記得25年前，1988年12月有幾千名市民集會，「抗議香港政府換弄民意，爭取８８直選。」當時我和太太剛剛結婚不久，亦在群眾之列。可惜已過了四份一個世紀，香港要有真民主，似乎還是遙遙無期！

1988年差不多同一時期，在舊天星碼頭多位民主派人士發動「絕食50小時」，反對保守的基本法「主流方案」，馮智活牧師是當時絕食運動的發起人，亦是我們今次「民主絕食50小時」第一棒的參與者。1988年因為我有一位同事接力絕食，所以往現場探望，想不到今天自己為的香港的民主，亦參與同樣的行動。

《Peter, Paul & Mary》「No easy walk to freedom」的歌曲結尾是：No easy walk to freedom，Keep on walking and we shall be free，就是：自由之路不易行，繼續行，終得到！

「絕食50小時爭民主」運動，目的要求６８９立即下台，並實施真普選。延續抗爭，就要靠人民的力量，所謂鼓動風潮，做成時勢，需要更多熱愛民主的朋友支持和參與。讓我們也做「壓倒駱駝的最後一根稻草」！

我（man）以參與「絕食50小時爭民主」來慶祝今天生日！

「６８９立即下台！香港盡快實施真普選！」
36. ↑  YouTube上的快必二次絕食／踢走陳茂波，HKLivingMagazine （页面存档备份，存于），2013年8月1日。
37. ↑  〈政團燒「貪曾」〉 （页面存档备份，存于），《太陽報》，2013年8月21日。
38. ↑  〈特首梁振英生日撞正鬼節 香港民間燒衣驅邪下地獄〉 （页面存档备份，存于），「大紀元時報」，2013年08月21日。
39. ↑  YouTube上的七月十四 中聯辨燒街衣 起步前發言；YouTube上的七月十四 中聯辨 燒街衣前讀祭文，2013年8月20日。
40. ↑  〈年底擬發動「城市游擊」 人民力量預告提前佔中〉 （页面存档备份，存于），《太陽報》，2013年07月18日。
41. ↑  〈戴耀廷無商討人力游擊戰〉 （页面存档备份，存于），《蘋果日報》，2013年07月18日。